# Ihor Snitko
Ihor Hryhorovyč Snitko (in ucraino Ігор Григорович Снітко?; Charkiv, 13 agosto 1978) è un ex nuotatore ucraino.

## Carriera
Fortemente specializzato nello stile libero, è stato campione europeo sulla distanza dei 1500 metri sia in vasca lunga che in quella corta.

## Palmarès
- Europei

Siviglia 1997: argento nei 1500m stile libero.
Istanbul 1999: oro nei 1500m stile libero.
- Europei in vasca corta

Rostock 1996: oro nei 1500m stile libero.
Sheffield 1998: argento nei 1500m stile libero.
- Universiadi

Catania 1997: oro negli 800m stile libero.
Pechino 2001: oro nei 400m, 800m e 1500m stile libero.